# La passione turca
La passione turca (La pasión turca) è un film del 1994 diretto da Vicente Aranda.

## Trama
Desideria (Ana Belén) è una donna di trent'anni che decide di partire con i suoi amici e suo marito in escursione in Turchia. Il suo matrimonio, del tutto convenzionale, la tormenta, poiché ha sempre immaginato una vita diversa.
Lì Desi si innamorerà perdutamente di Yaman (Georges Corraface), la guida del gruppo in cui viaggiano. Desi, appassionata, cerca a Yaman il suo riscatto e la sua sopravvivenza, al punto da abbandonare tutto in Spagna per andare con lui. Gala racconta la tortuosa passione di Desi e la vita con Yaman.